# Suri Vaibhav
Suri Vaibhav, scritto anche Vaibhav Suri (Nuova Delhi, 8 febbraio 1997), è uno scacchista indiano.
Ha ottenuto la terza norma di Grande Maestro in aprile 2012, all'età di 15 anni, 2 mesi e 21 giorni.

Il titolo è stato ratificato dalla FIDE in agosto dello stesso anno.

## Principali risultati
- 2010 – in ottobre è 7º nel campionato del mondo U14 di Porto Carras;
- 2012 – in aprile vince il Luc Open di Lilla, ottenendo la terza norma di Grande maestro;[2]
- 2012 – in luglio vince a Kanpur il campionato indiano U17;[3]
- 2014 – in ottobre è secondo a Durban nel campionato del mondo U18, a ½ punto dal vincitore Oleksandr Bortnyk;
- 2017 – in dicembre vince a Delhi il torneo "Champions Chess Trophy";
- 2018 – in luglio vince il torneo di Biel con 7 /9;[4]
- 2018 – in luglio è secondo a Delhi nel campionato del Commonwealth con 7 /9;
- 2019 – in agosto è 3º-4º nell'open "Cotxeres de Sants" di Barcellona.
- 2022 - in agosto è 2º, superato per spareggio tecnico da  S. L. Narayanan, nel XXIII Open Internacional de Sants - Ciutat de Barcelona.[5]

Ha raggiunto il massimo rating FIDE nell'ottobre 2022, con 2610 punti Elo.